# Zoo de Salzbourg
Le zoo de Salzbourg (anciennement : Tiergarten Hellbrunn) est un parc zoologique situé dans le sud de la ville de Salzbourg. Aménagé comme un « géozoo », il abrite des espèces de l'Eurasie, de l'Amérique du Sud, de l'Australie et de l'Afrique. L'enclos le plus grand est la « savane Africaine » pour les Rhinocéros blancs, les Zèbres de Grévy, les Hippotragues noirs et les Cobes de Lechwe. Le zoo fait partie du parc du château de Hellbrunn. Son entrée principale se trouve près du village d'Anif.